# Мдивани, Арчил Будуевич
Арчил Будуевич Мдивани (груз. არჩილ ბუდუს ძე მდივანი; 30 июня 1911 — 13 сентября 1937) — один из сильнейших теннисистов СССР 30-х годов XX столетия, первый грузинский мастер спорта по теннису (1936). В 1931—1935 годах входил в число 10 сильнейших теннисистов СССР.
В 1934—1936 годах вместе с Эдуардом Негребецким — чемпион СССР в парном разряде. Чемпион СССР в составе команды ДИНАМО (1936), четырёхкратный чемпион Ленинграда (1932—1936). Тренером Арчила Мдивани с детства был Ян Гомер

## Биография
Арчил Мдивани родился в Тбилиси в семье известного большевика — национал-уклониста Буду Мдивани. Он получил прекрасное образование, однако теннис для Арчила стал главным занятием в жизни. В 1932 году он вместе с Негребецким переезжает в Ленинград. Вот что говорил Эдуард Негребецкий относительно своего партнера по парной игре: «Арчил был настоящим шоуменом, толпы болельщиков всегда сопровождали его. Его игра в паре была поразительной. Прыгучий, быстрый и элегантный он придавал игре необыкновенную зрелищность. Особенно ему удавался удар над головой в высоком прыжке, приводивший в восторг зрителей. После потери Арчила у меня были другие партнеры (Евгений Кудрявцев, Николай Озеров, Евгений Корбут), но он был у меня единственный, неповторимый и лучший».
В 1936 году Арчил Мдивани принимает участие в совместных тренировках и соревнованиях с Анри Коше. В том же году он возвращается в Тбилиси в связи с арестом отца. В 1936—1937 годах вся семья Арчила Мдивани была репрессирована, в 1937 году был расстрелян отец Буду, мать Цуцуния, братья Георгий, Давид и Иван., а сестра Мери была сослана в лагерь, где её казнили в 1939 году. Арчил Мдивани продолжал играть, но в апреле 1937 года его арестовали в Москве в гостинице ЦСКА. 15 мая 1937 года газета «Красный спорт» сообщила — выступивший на заседании физкультурного актива Грузии председатель спортивного комитета Соломон Мильштейн заявил, что обезврежен враг народа Арчил Мдивани. Из всей семьи репрессии не затронули только Шалву Будуевича Мдивани, он погиб в авиакатастрофе.
Выписка из уголовного дела Арчила Мдивани: «По решению военной коллегии Верховного суда СССР N46-02-4887/56 от 5 июля 1957 года уголовное дело в отношении Арчила Будуевича Мдивани 1911 года рождения, осужденного выездной комиссией военной коллегии Верховного суда СССР по статьям 58-8 (организованные действия на подготовку и совершение преступления) 13 сентября 1937 года и приговоренному к высшей мере наказания (расстрел), прекращено ввиду отсутствия состава преступления и он реабилитирован.
Приговор приведен в исполнение 13 сентября 1937 года» (по другим сведениям — 14 сентября). Так трагически завершилась жизнь выдающегося грузинского теннисиста Арчила Мдивани. Ему было 26 лет.

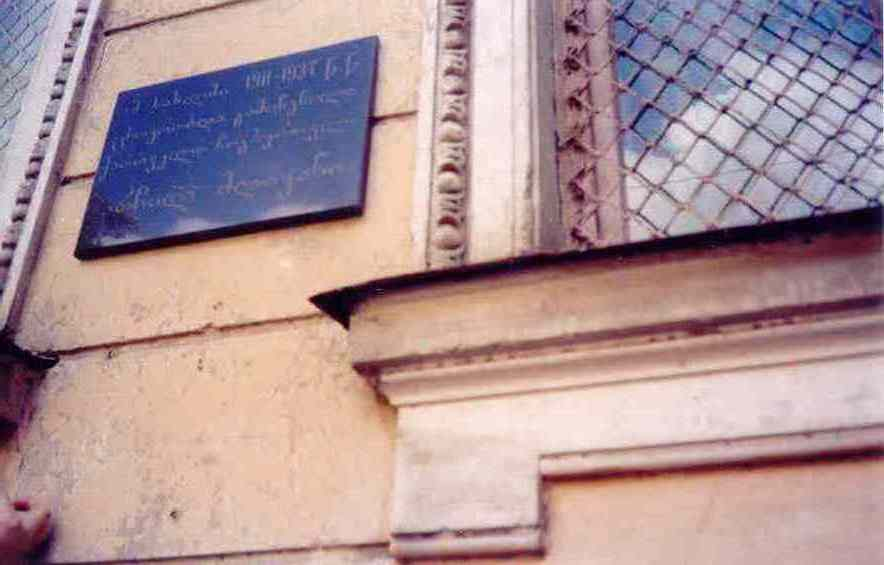

30 июня 2001 года, в связи с 90-летием со дня рождения Арчила Мдивани, на доме, где он проживал, была открыта мемориальная доска.